# Lindaweni Fanetri
Lindaweni Fanetri (* 18. Januar 1990 in Jakarta, Indonesien) ist eine indonesische Badmintonnationalspielerin.

## Karriere
Lindaweni Fanetri erreichte 2009 das Viertelfinale der Vietnam Open. 2010 stand sie im Halbfinale des India Grand Prix Gold und im Viertelfinale der Bitburger Open. Bei der Indonesia Super Series 2010 wurde sie Neunte. 2011 konnte sie bis ins Viertelfinale der Malaysia Open und der Swiss Open vordringen. 2012 gewann sie das Dameneinzel beim India Open Grand Prix.